# Ny teknik - styrelse eller frigørelse
|  | Denne artikel er oprettet af botten PalnaBot ud fra en ekstern database. Den kan derfor have sproglige fejl eller mangler. Denne skabelon kan fjernes efter kontrol af indholdet. |

Ny teknik - styrelse eller frigørelse er en film instrueret af Freddy Tornberg efter manuskript af Freddy Tornberg.

## Handling
Et debatoplæg, som grundigt introducerer de mange dele af problematikken omkring indførelsen og brugen af den nye teknologi. Filmen viser glimt af, hvorledes edb - og anden ny teknik - er taget i brug på arbejdspladser, i pengeinstitutter, på fødevareområdet, på hospitaler og på dagblade. Overalt spares der tid, penge og nogle steder arbejdskraft. Nogle steder opleves den nye teknik som en styrende kontrolforanstaltning i forbindelse med personlige forhold og arbejdsindsats, andre steder har den nye teknik afløst hårdt monotont arbejde og givet udfordringer og intellektuel tilfredshed.